# Phyllophaga talamancana
Phyllophaga talamancana är en skalbaggsart som beskrevs av Moron och M. Alma Solis 2001. Phyllophaga talamancana ingår i släktet Phyllophaga och familjen Melolonthidae. Inga underarter finns listade i Catalogue of Life.